# Х-Мен началото: Върколак
Вижте пояснителната страница за други значения на Х-Мен.
Х-Мен началото: Върколак (на английски: X-Men Origins: Wolverine) е американски филм от 2009 година. Действието се развива преди това от първите три филма, като този филм е четвърти в поредицата „Х-Мен“ и първи в трилогията на Върколака.

## Резюме
Филмът разказва за мистериозния произход на Логан / Върколака, за изпълненото му с насилие минало и сложните му взаимоотношения с брат му Виктор / Съблезъб. Братята стават част от специален отряд от мутанти в програмата Оръжие Х. Един експеримент ще промени Логан завинаги.

## Актьорски състав
| Актьор          | Роля                               |
| --------------- | ---------------------------------- |
| Хю Джакман      | Джеймс „Лоуган“ Хаулет / Върколака |
| Лив Шрайбър     | Виктор Крийд / Саблезъб            |
| Дани Хюстън     | Майор Уилям Страйкър               |
| Уил Ай Ем       | Джон Райт / Кестрел                |
| Лин Колинс      | Кайла Силвърфокс                   |
| Кевин Дюранд    | Фредерик „Фред“ Дюкс / Блоб        |
| Доминик Монахан | Крис Брадли / Болт                 |
| Тейлър Кич      | Реми ЛаБо / Гамбит                 |
| Даниъл Хени     | Дейвид Норт / Агент Нула           |
| Райън Рейнолдс  | Уейд Уилсън / Дедпул / Оръжие XI   |
| Тим Покок       | Скот Съмърс / Циклоп               |
| Тахина Тоци     | Ема Фрост                          |
| Патрик Стюарт   | Чарлз Екзевиър / Професор Х        |

## Награди и номинации
| Награда | Категория                        | Номиниран(и)                     | Резултат  |
| ------- | -------------------------------- | -------------------------------- | --------- |
| Сатурн  | Най-добър научнофантастичен филм | Най-добър научнофантастичен филм | номинация |